# 狄仁杰祠堂碑
狄仁杰祠堂碑，位于中国河北省邯郸市大名县孔庄，为邯郸市大名县的一个全国重点文物保护单位，类型为石刻。1982年7月23日公布为省级文物保护单位。2019年升为第八批全国重点文物保护单位。
狄仁杰祠堂碑的历史年代为唐代。